# Фейтхиллинг
«Фейтхиллинг» (англ. Faith Hilling, в другом варианте перевода — «Фейсхиллинг») — третий эпизод шестнадцатого сезона сериала «Южный Парк», премьера которого состоялась 28 марта 2012 года. В эпизоде пародируется мода на создание глупых вирусных видеороликов и выкладывание их в Интернете.

## Сюжет
Картман при помощи Кайла, Стэна, Кенни и Баттерса исполняет «фейсхиллинг» прямо на сцене с предвыборными дебатами республиканцев, после чего всему четвёртому классу приходится прослушать дополнительный урок по безопасности, на котором профессор Ламонт показывает им, насколько опасным может быть фотографирование в нелепых позах, то есть «меминг». Несмотря на это, и то, что фейсхиллинг считается устаревшим мемом и уступил место «тейлорсвифтингу», мальчики (за исключением Баттерса, которого напугал сюжет учебного фильма об опасности мемов) продолжают упорно его исполнять.
Профессору Ламонту в это время сообщают о возникновении нового интернет-мема: фотографии кошек с головой, продетой через ломтик хлеба («котохлебинг»). Ламонт считает, что это является свидетельством того, что коты эволюционируют, становясь такими же умными, как и люди. Новые мемы людей и котов продолжают появляться в Интернете и служат причиной жутких смертей исполнителей, ребята же продолжают «фейтхиллить», однако после многочисленных насмешек зрителей они один за другим вынуждены смириться с тем фактом, что мода на фейтхиллинг уже прошла.
В то же время Ламонт и другие люди пытаются поговорить с котами, которые, по всей видимости, обрели дар речи. Он приходит к выводу, что дальнейшее развитие котов приведёт к войне между двумя видами.
Мальчики пытаются оставаться актуальными, снимая видеоролики с новыми мемами. Они пытаются выполнить популярный мем на ещё одних дебатах республиканцев («вжопусвистинг»), но Картман в решающий момент отказывается его исполнять, несогласный принять мем лишь на том основании, что он является новым. Он прерывает предполагаемое выступление, а вместо этого начинает показывать свой искренне любимый фейтхиллинг, исполняя при этом песню. Её подхватывает толпа в зале и кандидаты от Республиканской партии на сцене: Рик Санторум, Митт Ромни и Ньют Гингрич, присоединяясь к Картману в массовом акте фейтхиллинга («жополизинг»).

## Пародии
- Дебаты — пародия на Президентские дебаты Республиканской партии 2012.
- Учебный фильм, который показывают ученикам в школе, по словам инструктора «очень старый», однако в конце видно, что он создан в 2010 году — это пародия на быстро устаревающие интернет-мемы.
- В конце учебного фильма написано «get off your flying cell phone scooters and think», что дословно переводится как «слезьте со своих летающих мобильных телефонов-скутеров и подумайте». Здесь, возможно, пародируется летающий скейтборд Марти Макфлая из трилогии «Назад в будущее», ставший символом ожидаемого технического прогресса в 21 веке.
- Сцена в спортзале отсылает к фильму «Индиана Джонс: В поисках утраченного ковчега», где к главному герою также приходили агенты для расспросов о ковчеге и он в таком же стиле показывал им книгу.

## Факты
- В серии присутствует кот Картмана Китти (ранее бывший кошкой).
- Кот, говорящий «Oh Long Johnson» — популярный мем на видеохостинге YouTube, который набрал множество просмотров и был много раз перезагружен на различных видеосервисах[2].
- Несмотря на все происходящие опасности, Кенни не умер в этом эпизоде.
- Это 4-я серия, в которой Кайл принимает сторону Картмана, первой была «Самый большой говнюк во Вселенной», второй «Спортивная ассоциация наркозависимых детей», а третьей — «Ассбургеры».
- Это одна из немногих серий, где Картман и Кайл не ругаются.
- Фейтхиллинг — мем, заключающийся в пародийном изображении певицы Фейт Хилл перед камерой.
- Второй мем (тейлорсвифтинг) пародирует певицу Тейлор Свифт.
- Упомянутый в книге фонзинг сам по себе является и локальным мемом сериала — в ранних сезонах Фонзи часто появлялся в сериале, выполняя безумные трюки (например, «Город на краю вечности» и «Возможно»).
- Люди уже донимали кошек в серии «Внушительные буфера».
- Cat breading — игра слов с cat breeding, разведением кошек.
- В серии присутствует отсылка к видео «Снеговик и Восстание шкафов».
- В качестве основной опасности мемов в сериале фигурирует поезд.
- Фраза Кайла «Yeah, Cartman, do it» уже звучала в фильме «Южный Парк: Большой, длинный, необрезанный».